# Національна гвардія Росії
Національна гвардія Росії (також відома як Росгвардія) — військове формування Російської Федерації, прямо підпорядкована президенту країни.

## Опис
До складу входять війська Національної гвардії, які раніше були Внутрішніми військами РФ. Планується надати законом назву «Росгвардія».
Створення Національної гвардії дає змогу уряду Росії виконувати військові операції всередині країни проти озброєних внутрішніх сил.
Національна гвардія створена 5 квітня 2016 року. 2012 року вперше з'явилися плани щодо створення Національної гвардії Росії. Створення Національної гвардії дозволяє об'єднати різноцільові підрозділи МВС під одним командуванням.
Чисельність Національної гвардії залишиться на сумарній чисельності підрозділів МВС, що увійдуть до Нацгвардії, без збільшення їх штату. Директор-головнокомандувач Федеральної служби військ Національної гвардії РФ — Віктор Золотов. Командувач Нацгвардії прирівняний до федерального міністра й входить до Ради безпеки Росії.

## Функції
- підтримка суспільного порядку,
- боротьба з організованою злочинністю,
- боротьба з тероризмом та екстремізмом,
- територіальна оборона країни,
- охорона важливих державних об'єктів та особливих вантажів,
- допомога ФСБ на державному кордоні,
- нагляд за оборотом зброї,
- нагляд за приватною охоронною діяльністю.

Боротьба з організованою злочинністю після скасування УБОЗ 2008 року в МВС РФ припинилася. Для боротьби з організованою злочинністю у переформованих ВВ є окрема розвідка.

## Структура
- війська національної гвардії,
- центр спеціального призначення сил оперативного реагування й авіації,
- мобільні загони особливого призначення (Спеціальний загін швидкого реагування (СЗШР, рос. СОБР); Загін мобільний особливого призначення (ЗМОП, рос. ОМОН),
- органи управління й підрозділи державного контролю за оборотом зброї й приватної охорони,
- органи управління й підрозділи позавідомчої охорони й ФДУП «Охорона».
- ПВК «Вагнер» (з жовтня 2023)[1]

На 2015 рік у Внутрішніх військах служило близько 170 тисяч осіб. Чисельність військ Нацгвардії з входженням до неї ВВ збільшувати не планується.
Територіально війська Національної гвардії поділено за округами, що збігаються з Федеральними округами Росії.

### Центральний округ ВНГ
Центральний Оршансько-Хінганський Червонопрапорний округ військ національної гвардії відповідає Центральному федеральному округу. Управління у Москві.
- 21-ша окрема бригада оперативного призначення (21-ша оброп), в/ч 3641 (смт Софріно, Пушкінський район, Московська область);
- 25-й загін спеціального призначення «Меркурій», місто Смоленськ;
- 33-й загін спеціального призначення «Пересвет», м. Москва.

### Північно-Західний округ
Північно-Західний ордена Червоної зірки округ військ національної гвардії відповідає Північно-Західному федеральному округу. Управління у Санкт-Петербурзі.
- 33-тя окрема бригада оперативного призначення (33-тя оброп), в/ч 3526 (смт Леб'яже, Ломоносовський район, Ленінградська область);
- 28-й загін спеціального призначення «Ратник», м Архангельськ.

### Південний округ
Південний округ військ національної гвардії відповідає Південному федеральному округу та тимчасово окупованому РФ українському Криму. Управління у Ростові-на-Дону.
- 22-га окрема бригада оперативного призначення (22-га оброп), в/ч 3642 (Калач-на-Дону);
- 47-ма окрема бригада оперативного призначення (47-ма оброп), в/ч 3702 (Краснодар);
- 50-та окрема бригада оперативного призначення (50-та оброп), в/ч 3660 (Новочеркаськ);
- 112-та окрема бригада оперативного призначення (112-та оброп), в/ч 6914 (Сімферополь) ( Україна, тимчасово окуповані території);

- 7-й загін спеціального призначення «Росіч», Новочеркаськ;
- 15-й загін спеціального призначення «Вятіч», Армавір;
- 35-й загін спеціального призначення «Русь», Сімферополь ( Україна, тимчасово окуповані території).

### Північно-Кавказький округ
Північно-Кавказький округ військ національної гвардії відповідає Північно-Кавказькому федеральному округу. Управління у П'ятигорську.
- 46-та окрема бригада оперативного призначення (46-та оброп), в/ч 3025 (м Грозний);
- 49-та окрема бригада оперативного призначення (49-та оброп), в/ч 3748 (м Владикавказ);
- 102-га окрема бригада оперативного призначення (102-га оброп), в/ч 6752 (м Махачкала);
- 17-й загін спеціального призначення «Едельвейс», м Мінеральні Води;
- 30-й загін спеціального призначення «Святогор», м Ставрополь;
- 34-й загін спеціального призначення «Скіф», м Грозний.

### Приволзький округ
Приволзький округ військ національної гвардії відповідає Приволзькому федеральному округу. Управління у Нижньому Новгороді.
- 34-та окрема бригада оперативного призначення (34-та оброп), в/ч 3671 (сельце Шумілова, Богородський район, Нижньогородська область);
- 26-й загін спеціального призначення «Барс», м Казань;
- 29-й загін спеціального призначення «Булат», м Уфа.

### Уральський округ
Уральський округ військ національної гвардії відповідає Уральському федеральному округу. Управління у Єкатеринбурзі.
- 12-й загін спеціального призначення «Урал», м Нижній Тагіл;
- 23-й загін спеціального призначення «Мечел», Челябінськ

### Сибірський округ
Сибірський округ військ національної гвардії відповідає Сибірському федеральному округу. Управління у Новосибірську.
- 19-й загін спеціального призначення «Єрмак», Новосибірськ;
- 27-й загін спеціального призначення «Кузбас», м Кемерово;
- Окремий взвод спеціального призначення «Росомаха», м Красноярськ-26.

### Східний округ
Східний округ військ національної гвардії відповідає Далекосхідному федеральному округу. Управління у Хабаровську.
- 111-та окрема бригада оперативного призначення (111-та оброп), в/ч 6882 (м Хабаровськ);
- 21-й загін спеціального призначення «Тайфун», м Хабаровськ.

## Втрати
Відомі втрати росгвардійців у відкритих джерелах:

### Вторгнення в Україну
Станом на 17 січня 2023 року на основі інформації із відкритих джерел відомі імена щонайменше 385 бійців Росгвардії, загиблих в ході вторгнення в Україну. Серед них — 102 офіцери.